# Bayerische Benediktinerkongregation
Die Bayerische Benediktinerkongregation (lat. Congregatio Bavaria Ordinis Sancti Benedicti) ist ein monastischer Klosterverband, eine Vereinigung grundsätzlich selbständiger bayerischer Benediktinerklöster, die 1684 von Papst Innozenz XI. durch das Breve „Circumspecta“ unter dem Titel der heiligen Schutzengel gegründet wurde.

## Geschichte
Erste Anregungen zum Zusammenschluss der bayerischen Benediktinerabteien in einer Kongregation gingen 1583 von Felizian Ninguarda aus, der von 1578 bis 1583 als Päpstlicher Nuntius in Süddeutschland tätig war. Dadurch sollte nach den Erschütterungen der Zeit der Reformation die klösterliche Disziplin gefestigt und das religiöse und geistliche Leben in den Klöstern nach den Reformbestimmungen des Konzil von Trient erneuert werden (Gegenreformation). Es kam jedoch zunächst nicht zu einem solchen Zusammenschluss. Auch weitere Initiativen von einzelnen oder mehreren bayrischen Äbten scheiterten immer wieder. Ein Grund dafür waren die Bischöfe, die in einer Kongregation eine Einschränkung ihres eigenen Einflusses auf die in ihren Bistümern gelegenen Abteien sahen. Den Plänen widersetzten sich aber auch einzelne Äbte und Konvente, die den Zusammenschluss zu einem Verband mit einheitlicher Disziplin und gemeinsamer Leitung als Widerspruch zur benediktinischen Tradition sahen, die die Eigenständigkeit und Unabhängigkeit des einzelnen Klosters betont.
Die entscheidende Initiative, die schließlich zur Gründung der Bayerischen Benediktinerkongregation führte, ging von Abt Coelestin Vogl von Kloster St. Emmeram in Regensburg aus. Er musste beinahe zwei Jahrzehnte gegen den Widerstand von Bischöfen, aber auch von Äbten und Konventen kämpfen, ehe am 26. August 1684 die Kongregation durch päpstliches Dekret errichtet wurde. Der neu errichtete Bayerische Kongregation von den heiligen Schutzengeln umfasste keineswegs alle Benediktinerklöster, die im bayerischen Raum lagen. Zunächst gehörten zur Kongregation die Abteien Andechs, Attel, Benediktbeuern, Ensdorf, Frauenzell, Mallersdorf, Prüfening, St. Emmeram in Regensburg, Reichenbach, Rott, Scheyern, Tegernsee, Thierhaupten, Weihenstephan, Weißenohe und Wessobrunn. Später traten der Kongregation noch die Abteien Michelfeld, Oberaltaich und Weltenburg bei. Andere Abteien, wie z. B. Niederalteich und Metten, blieben der Kongregation fern.
An der Spitze der Kongregation standen ein Abtpräses und zwei Visitatoren, die von dem alle drei Jahre zusammentretenden Generalkapitel aus dem Kreis der Äbte der Mitgliedsklöster gewählt wurden. Auf dem Generalkapitel war jedes einzelne Kloster durch den Abt und einen vom Konvent gewählten Delegierten vertreten. Die einzelnen Äbte waren der Kongregation Rechenschaft schuldig über die Wirtschaftsführung und die Disziplin in ihrem Kloster. Zur Förderung einer einheitlichen Disziplin in den zur Kongregation gehörenden Klöstern wurde ein gemeinsames Noviziat errichtet. Das Generalkapitel bestimmte eines der Klöster als Ort des Noviziats und ernannte den Novizenmeister. Für die philosophische und theologische Ausbildung des Nachwuchses wurde ein gemeinsames Studium eingerichtet, für das die einzelnen Klöster geeignete Mönche als Professoren stellen mussten. Außerdem verpflichteten sich die Klöster zu wechselseitiger Unterstützung. Davon profitierten insbesondere die kleinen und finanziell schwächeren Klöster. Der Zusammenschluss zu einer Kongregation wirkte sich insgesamt positiv auf das kulturelle, wissenschaftliche und religiöse Leben in den beigetretenen Klöstern aus. Die Kongregation fand mit der Aufhebung der bayerischen Klöster bei der Säkularisation 1803 ein Ende.
Im Jahr 1858 wurde die Kongregation von Papst Pius IX. aus den nach der Säkularisation durch König Ludwig I. von Bayern wiederhergestellten Klöstern Metten, St. Bonifaz (München) mit Andechs und Weltenburg wiedererrichtet. Die übrigen Klöster kamen teils durch späteren Anschluss teils bei ihrer Wiedererrichtung dazu: Scheyern 1861, Schäftlarn 1866, St. Stephan (Augsburg) und Ottobeuren 1893, Ettal 1900, Plankstetten 1904, Niederaltaich 1918, Rohr 1984.
Siehe auch: Benediktinische Konföderation

## Mitgliedsklöster der Kongregation heute
1. Abtei Rohr: Bis 2018 Abtei zum heiligen Wenzel zu Braunau (Böhmen) in Rohr
2. Abtei Ettal mit Kloster Wechselburg: Abtei zu den heiligsten Herzen Jesu und Mariä in Ettal mit Priorat in Wechselburg
3. Abtei Metten: Abtei zum heiligen Erzengel Michael in Metten
4. Abtei Plankstetten: Abtei zu den beiden Jungfräulichen in Plankstetten
5. Abtei Niederaltaich: Abtei zum heiligen Mauritius und seinen Gefährten in Niederaltaich
6. Abtei Ottobeuren: Abtei zu den heiligen Alexander und Theodor in Ottobeuren
7. Abtei Schäftlarn: Abtei zu den heiligen Dionysius und Juliana in Schäftlarn (Ebenhausen)
8. Abtei Scheyern: Abtei Maria Himmelfahrt und zum Heiligen Kreuz in Scheyern
9. Abtei St. Bonifaz, München, mit Priorat Andechs: Abtei zum heiligen Bonifatius in München mit Priorat zu den heiligen Nikolaus und Elisabeth in Andechs
10. Abtei St. Stephan, Augsburg: Abtei zum heiligen Stephan in Augsburg
11. Abtei Weltenburg: Abtei zum heiligen Georg in Weltenburg

## Abtpräsides der Bayerischen Benediktinerkongregation

### Abtpräsides bis zur Säkularisation 1803
- Coelestin Vogl, 1684–1689 (St. Emmeram)
- Gregor Kimpfler, 1689–1692 (Scheyern)
- Bernhard Wenzl, 1692–1698 (Tegernsee)
- Eliland Oettl, 1698–1705 (Benediktbeuern)
- Quirin Millon, 1705–1711 (Tegernsee)
- Placidus Stainbacher, 1711–1717 (Frauenzell)
- Ildefons Huber, 1717–1735 (Weihenstephan)
- Gregor Plaichshirn, 1735–1747 (Tegernsee)
- Beda von Schallhammer, 1747–1760 (Wessobrunn)
- Benno Vogelsanger, 1761–1768 (Benediktbeuern)
- Petrus Gerl, 1768–1781 (Prüfening)
- Joseph Maria Hiendl, 1782–1796 (Oberaltaich)
- Karl Klocker, 1797–1803 (Benediktbeuern)

### Abtpräsides der wiedererrichteten Kongregation seit 1858
- Utto Lang, 1858–1870 (Metten)
- Bonifaz Haneberg, 1870–1872 (St. Bonifaz)
- Rupert Mutzl, 1873–1885 (Scheyern), 1. Periode
- Benedikt Braunmüller, 1885–1891 (Metten)
- Rupert Mutzl, 1891–1896 (Scheyern), 2. Periode
- Eugen Gebele, 1897–1903 (St. Stephan)
- Leo Mergel, 1904–1905 (Metten)
- Gregor Danner, 1906–1915 (St. Bonifaz)
- Sigisbert Liebert, 1915–1921 (Schäftlarn)
- Placidus Glogger, 1921–1936 (St. Stephan)
- Sigisbert Mitterer, 1936–1939 (Schäftlarn)
- Placidus Glogger, 1939–1941 (St. Stephan)
  - Jakobus Pfättisch (Plankstetten) (1. Visitator der Kongregation von 1941 bis 1945)
- Sigisbert Mitterer, 1946–1958 (Schäftlarn)
- Johannes Ruhland, 1958–1961 (St. Stephan)
- Johannes Hoeck, 1961–1968 (Ettal bzw. Scheyern)
- Augustin Mayer, 1968–1971 (Metten)
- Odilo Lechner, 1972–1978 (St. Bonifaz), 1. Periode
- Albert Brettner, 1978–1984 (St. Stephan)
- Odilo Lechner, 1984–1993 (St. Bonifaz), 2. Periode
- Gregor Zasche, 1993–2005 (Schäftlarn), 1. Periode
- Emmeram Kränkl, 2005–2006 (St. Stephan)
- Gregor Zasche, 2006–2009 (Schäftlarn), 2. Periode
- Barnabas Bögle, 2009–2021 (Ettal)
- Markus Eller, seit 2021 (Scheyern)

### Satzung
- Die Satzungen der Bayerischen Benediktinerkongregation. Bayerische Kongregation, Metten 1989.
- Gerufen von Gott. Der Weg des hl. Benedikt für unsere Zeit. Die Satzungen der Bayerischen Benediktiner-Kongregation (spiritueller Teil), EOS Verlag, St. Ottilien 1979.

### Sekundärliteratur (zu Geschichte und Ordensrecht)
- Wilhelm Fink: Beiträge zur Geschichte der bayer. Benediktiner-Kongregation. Eine Jubiläumsschrift 1684–1934 (SMGB, Erg.-Bd. 9), Metten/München 1934.
- Wilhelm Fink: Die bayerische Benediktinerkongregation 1684–1934. In: Benediktinische Monatschrift 16 (1934), S. 327–333, 427–436.
- Franz Gressierer: Die Generalkapitel der Bayerischen Benediktinerkongregation 1684–1984, in: Studien und Mitteilungen zur Geschichte des Benediktinerordens und seiner Zweige (SMGB) 95 (1984), S. 489–521.
- Stephan Haering: Bayerische Benediktinerkongregation von 1684 bis 1803. In: Ulrich Faust, Franz Quarthal (Bearb.): Die Reformverbände und Kongregationen der Benediktiner im deutschen Sprachraum (= Germania Benedictina 1), EOS Verlag, St. Ottilien 1999, S. 621–652.
- Stephan Haering: Bayerische Benediktinerkongregation im 19. und 20. Jahrhundert. In: Ebd. S. 675–703.
- Stephan Haering: Der Abtpräses der bayerischen Benediktinerkongregation. Bemerkungen zu seiner Stellung und seinen Befugnissen besonders nach geltendem Recht. In: Wolfgang Winhard (Hrsg.): Froh in gemeinsamer Hoffnung. EOS Verlag, St. Ottilien 2002. In: Alt und Jung Metten, Jg. 75 (2008/09), Heft 2, S. 254–279.
- Anselm Reichhold: 100 Jahre Bayerische Benediktiner-Kongregation im Spiegel der wichtigsten Beschlüsse der Generalkapitel. In: SMGB 95 (1984), S. 522–696.
- Maurus Kraß OSB: „Klöster sollen nicht nur vegetieren, sondern blühen.“ Die Entwicklung des nachkonziliaren Eigenrechts in der Bayerischen Benediktunerkongregation (BBK). In: Laurentius Eschlböck OSB (Hrsg.): Das nachkonziliare Eigenrecht der deutschsprachigen Benediktiner. EOS Editions, St. Ottilien 2022, ISBN 978-3-8306-8163-2, S. 29–48.